# Капуцинер
Капуцинер (нем. Kapuziner Weißbier) — марка немецкого вайсбира, производящаяся баварской пивоварней Kulmbacher Brauerei Aktien-Gesellschaft в г. Кульмбах, Германия.

## История
Пивоварня Kulmbacher Brauerei Aktien-Gesellschaft была основана в 1846 году, а в 1895 году преобразована в акционерное общество.
Пшеничное пиво Kapuziner Weißbier производится с 1987 г.

## Ассортимент
Kapuziner Weißbier производится в следующих вариантах:
- Kapuziner Weißbier mit feiner Hefe — светло-янтарный вайсбир с содержанием алкоголя 5,4% с пряным, фруктовым вкусом и ароматом.
- Kapuziner Weißbier Leicht — светло-янтарный вайсбир с содержанием алкоголя 3,1% с пряным, фруктовым вкусом и ароматом.
- Kapuziner Weißbier Kristall — светло-янтарный фильтрованный вайсбир с содержанием алкоголя 5,4%.
- Kapuziner Weißbier Schwarz — тёмный чёрно-красный вайсбир с содержанием алкоголя 5,4%, с ароматом солода и цветов.
- Kapuziner Winter-Weißbier — тёмно-янтарный вайсбир с содержанием алкоголя 5,4%, продаётся только в течение холодных зимних месяцев.
- Kapuziner Weißbier Alkoholfrei — светло-янтарный безалкогольный вайсбир.